# Jesús Arribas
Jesús Arribas Gómez (nacido el 2 de junio de 1997 en Madrid, España) es un entrenador de fútbol español que actualmente es entrenador del Club de Fútbol Rayo Majadahonda de la Primera División RFEF. Es hermano del futbolista Alejandro Arribas.

## Trayectoria
Comenzó su carrera como entrenador en las categorías base del CF Rayo Majadahonda en las que empezó con 17 años en el año 2014, como entrenador del Benjamín, y se hizo cargo del Juvenil A el 19 de julio de 2022, tras dirigir a las plantillas Alevín, Infantil, Cadete y Juvenil C, respectivamente. 
En la temporada 2021-22, compaginaría su cargo con el club afiliado del CD Paracuellos Antamira.
El 6 de mayo de 2024, tras dos exitosas temporadas al frente del Juvenil A, donde clasificó al equipo para la Copa del Rey Juvenil tras 17 años de ausencia, se convierte en entrenador del primer equipo del Club de Fútbol Rayo Majadahonda de la Primera División RFEF.
En la temporada 2024-2025, su primera temporada completa y con tan solo 27 años logra clasificar al CF Rayo Majadahonda a los Playoff de ascenso con un 4º puesto en el grupo V de Segunda División RFEF

## Clubes

### Como entrenador
| Club                            | País   | Año             |
| ------------------------------- | ------ | --------------- |
| Club de Fútbol Rayo Majadahonda | España | 2024-actualidad |